# Danh sách bộ phim CHDCND Triều Tiên
Đây là danh sách các bộ phim do CHDCND Triều Tiên sản xuất, tính từ tháng 9 năm 1948 đến nay:
| Nhan đề                                                     | Đạo diễn        | Diễn viên    | Thời điểm | Thông tin                                    |  |
| ----------------------------------------------------------- | --------------- | ------------ | --------- | -------------------------------------------- |  |
| Bể máu                                                      | Choe Ik-gyu     |              | 1968      |                                              |  |
| Anh hùng vô danh                                            |                 |              | 1978-81   | Nhiều tập                                    |  |
| Pulgasari                                                   | Shin Sang-ok    |              | 1985      |                                              |  |
| Muối                                                        | Shin Sang-ok    |              |           |                                              |  |
| Hồng Cát Đồng                                               | Kim Kil-in      |              | 1986      | Phim giải trí đầu tiên của CHDCND Triều Tiên |  |
| Vận động viên điền kinh                                     | Li Chju Ho      | Jong Song Ok | 2000      |                                              |  |
| Trên thảm cỏ xanh                                           | Rim Chang-bom   |              | 2001      |                                              |  |
| Chào mừng tới sở thú Bình Nhưỡng                            | Yoon Chan       |              | 2001      |                                              |  |
| Pimudeun yakpae (Bản đồ nhuốm máu)                          | Pyo Kwang       |              | 2002      |                                              |  |
| Thẩm Thanh Vương hậu                                        | Nelson Shin     |              | 2005      |                                              |  |
| Nhật ký nữ sinh                                             | Trương Nhân Học |              | 2006      |                                              |  |
| Đồng chí Tư lệnh tối cao đáng kính là vận mệnh của chúng ta |                 |              | 2008      | phim tài liệu                                |  |